# Rolf Wüthrich
Rolf Wüthrich   (Suïssa, 4 de setembre de 1938 - juny 2004) fou un futbolista suís de la dècada de 1960.
Fou 13 cops internacional amb la selecció de futbol de Suïssa amb la qual participà a la Copa del Món de Futbol de 1962.
Pel que fa a clubs, defensà els colors de FC Zürich, Servette FC, Grasshopper Club Zürich, 1. FC Nürnberg, BSC Young Boys i FC Luzern.